# Rudolf M. Wlaschek
Rudolf Mathias Wlaschek (* 24. Februar 1915 in Rettendorf, Österreich-Ungarn; † 22. September 2010 in Mönchengladbach) war ein deutscher Landeshistoriker Böhmens und Historiker des Judentums in Böhmen.

## Leben
Rudolf Mathias Wlaschek studierte Rechtswissenschaften und wurde promoviert. Er wurde 1945 aus der Tschechoslowakei vertrieben und siedelte sich in Mönchengladbach an. Er wurde Mitglied der CDU und wurde 1952 in den Stadtrat gewählt. Wlaschek wurde regelmäßig wiedergewählt und schied 1982 aus der Kommunalpolitik aus.
Wlascheck arbeitete im Alter als Historiker zu seiner sudetendeutschen Heimat. Er wurde 1995 mit dem Sudetendeutschen Kulturpreis für Wissenschaft ausgezeichnet, 1996 mit dem Benediktpreis von Mönchengladbach und erhielt die Adalbert-Stifter-Medaille der Sudetendeutschen Landsmannschaft.

## Schriften (Auswahl)
- Rettendorf. Geschichte eines Dorfes am Königreichwald in Nordostböhmen von den Anfängen bis zur Mitte des 19. Jahrhunderts. München : Lerche, 1979
- Vertriebenenbeiräte in der Verantwortung. Düsseldorf : Stiftung „Haus d. Dt. Ostens“, 1983
- Zur Geschichte der Juden in Nordostböhmen : unter besonderer Berücksichtigung des südlichen Riesengebirgsvorlandes. Marburg : Herder-Institut, 1987, ISBN 3-87969-201-7
- Juden in Böhmen. Beiträge zur Geschichte des europäischen Judentums im 19. und 20. Jahrhundert. München : Oldenbourg, 1990, 1997
- Jüdisches Leben in Trautenau, Nordostböhmen : ein historischer Rückblick. Dortmund : Forschungsstelle Ostmitteleuropa, 1991
- Biographia Judaica Bohemiae. Dortmund: Forschungsstelle Ostmitteleuropa, 1995–1997. 3 Bände
- (Hrsg.): Kunst und Kultur in Theresienstadt. Eine Dokumentation in Bildern. Gerlingen : Bleicher, 2001, ISBN 3-88350-052-6